# Egid Quirin Asam
Egid Quirin Asam, italianizzato in Egidio Quirino (Tegernsee, 1º settembre 1692 – Mannheim, 29 aprile 1750), è stato un architetto e scultore tedesco, tra i massimi esponenti del rococò nella Germania meridionale.

## Biografia

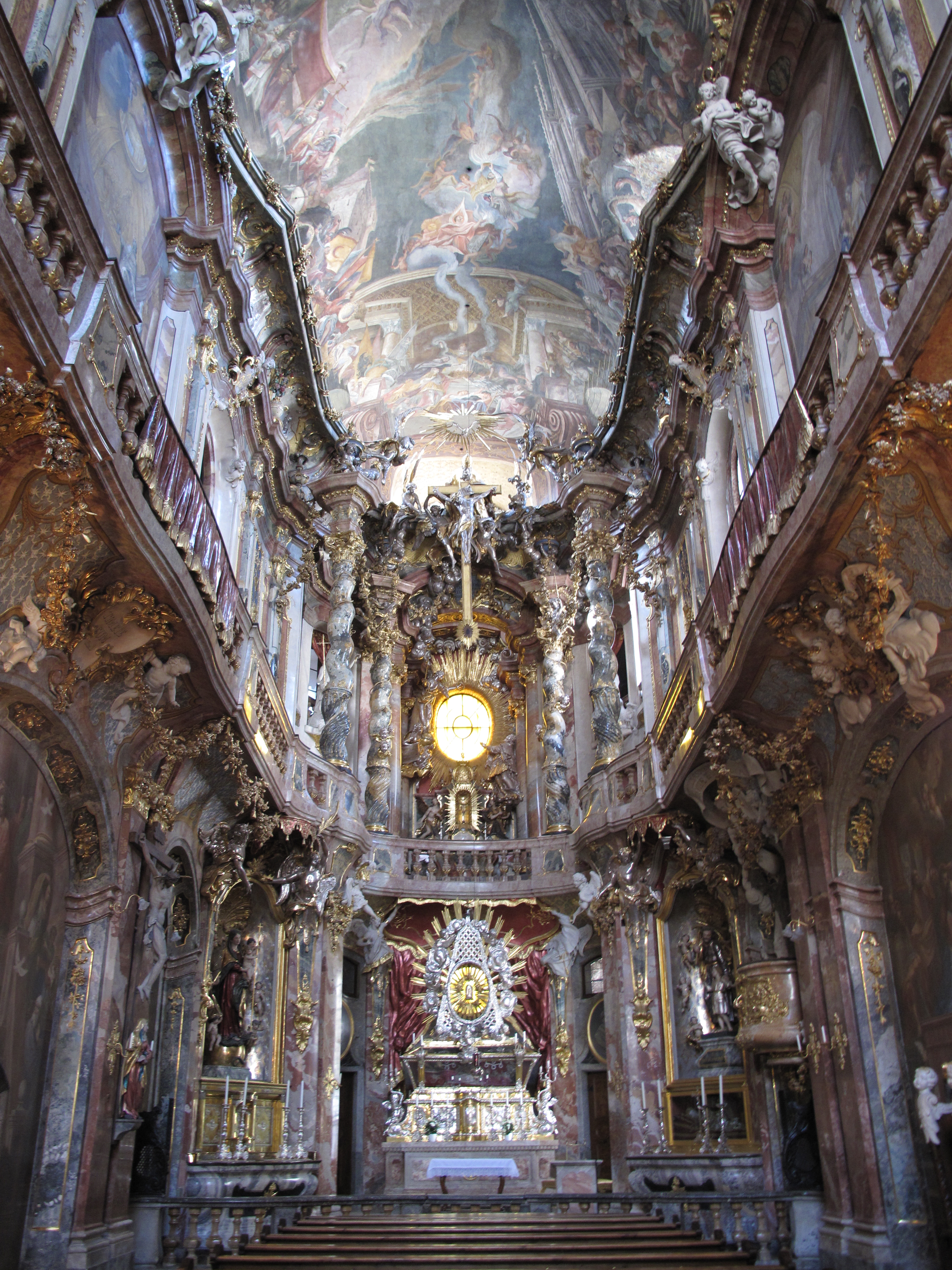
L'altar maggiore dellAsamkirche di Monaco di Baviera

Figlio del pittore Hans Georg Asam, tra i più illustri rappresentanti del gusto barocco in Baviera, dopo la morte del padre si stabilì con il fratello Cosmas Damian a Roma, dove soggiornò per due anni (1712-1713) studiando all'Accademia di San Luca sotto la guida di Giuseppe Ghezzi e con gli esempi dei grandi architetti e scenografi del '600, in particolare di Gian Lorenzo Bernini.
Poco dopo il suo ritorno in Germania, si trasferì a Vienna e a Salisburgo, dove lavorò con Fischer von Erlach.
Sempre insieme al fratello Cosmas Damian, con il quale lavorò quasi sempre in stretta collaborazione, nel 1715 si stabilì in Baviera: tra le loro opere più rilevanti, le chiese di Aldersbach, Rohr, Weingarten, Weltenburg, Straubing, Einsiedeln, Santa Maria della Vittoria a Ingolstadt e la cattedrale di Frisinga.

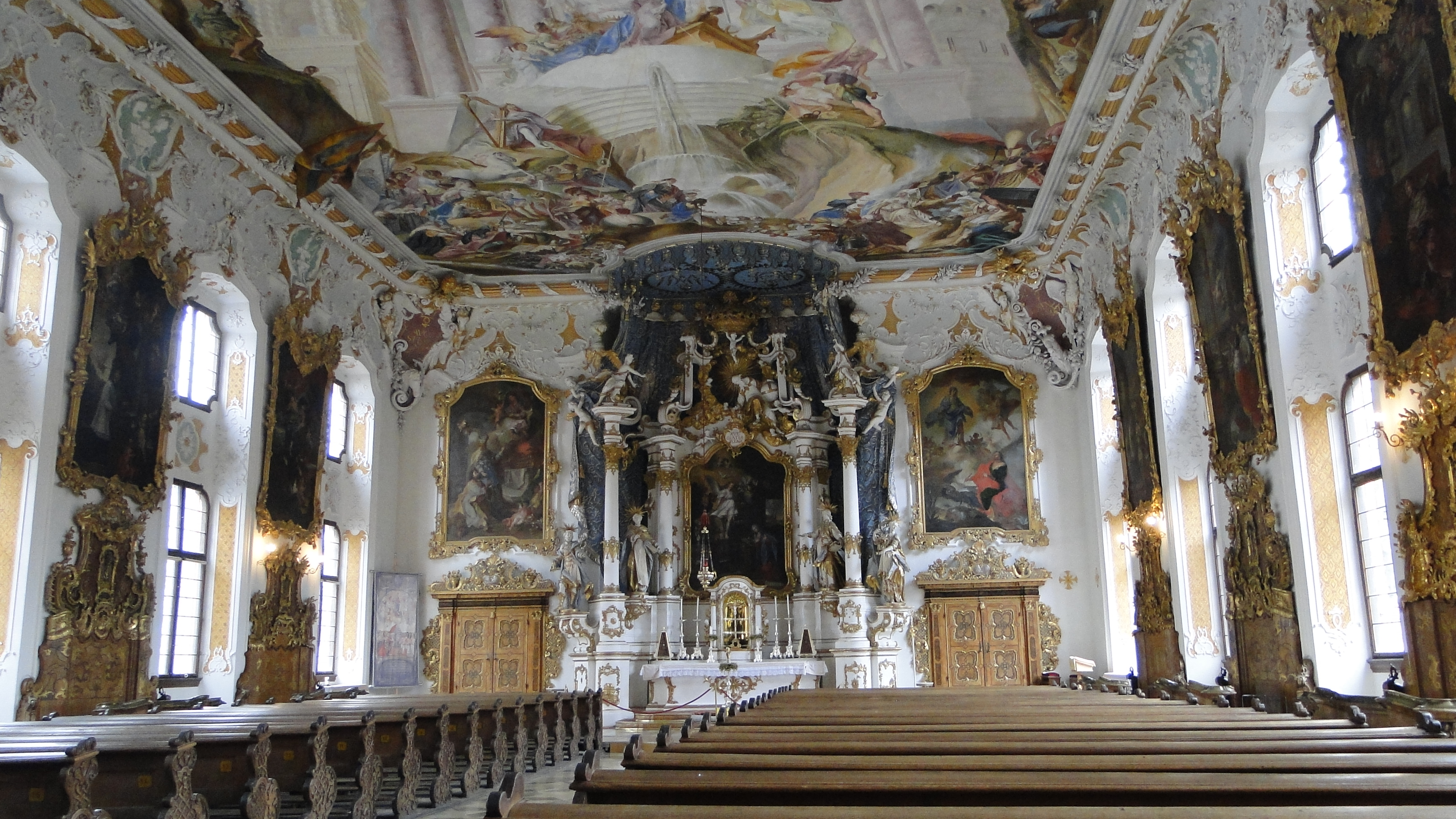
Interno della chiesa di Santa Maria della Vittoria di Ingolstadt (detta anche Asamkirche di Ingolstadt)

La chiesa di Weltenburg fu la prima ad essere eseguita interamente dai due fratelli e si caratterizzò per un sistema a cupole sequenziali capace di produrre notevoli effetti di luce sui dipinti e sugli stucchi; inoltre anche l'altare fu progettato per produrre effetti luminosi attorno alla statua di San Giorgio a cavallo.
Mentre Cosma Damiano predilesse sempre l'attività di pittore, Egidi Quirin si occupò prevalentemente della decorazione plastica, realizzando altari scenografici, gruppi scultorei e stucchi.
La sua ultima opera (1733-1746) fu la chiesa di San Giovanni Nepomuceno a Monaco (detta Asamkirche), fatta erigere a sue spese, su un terreno vicino alla sua casa: la chiesa è costituita da un piccolo vano lungo nove metri, ovale alle estremità, impreziosito da una intensa decorazione, caratterizzata da ottimi effetti di luce.

## Galleria d'immagini

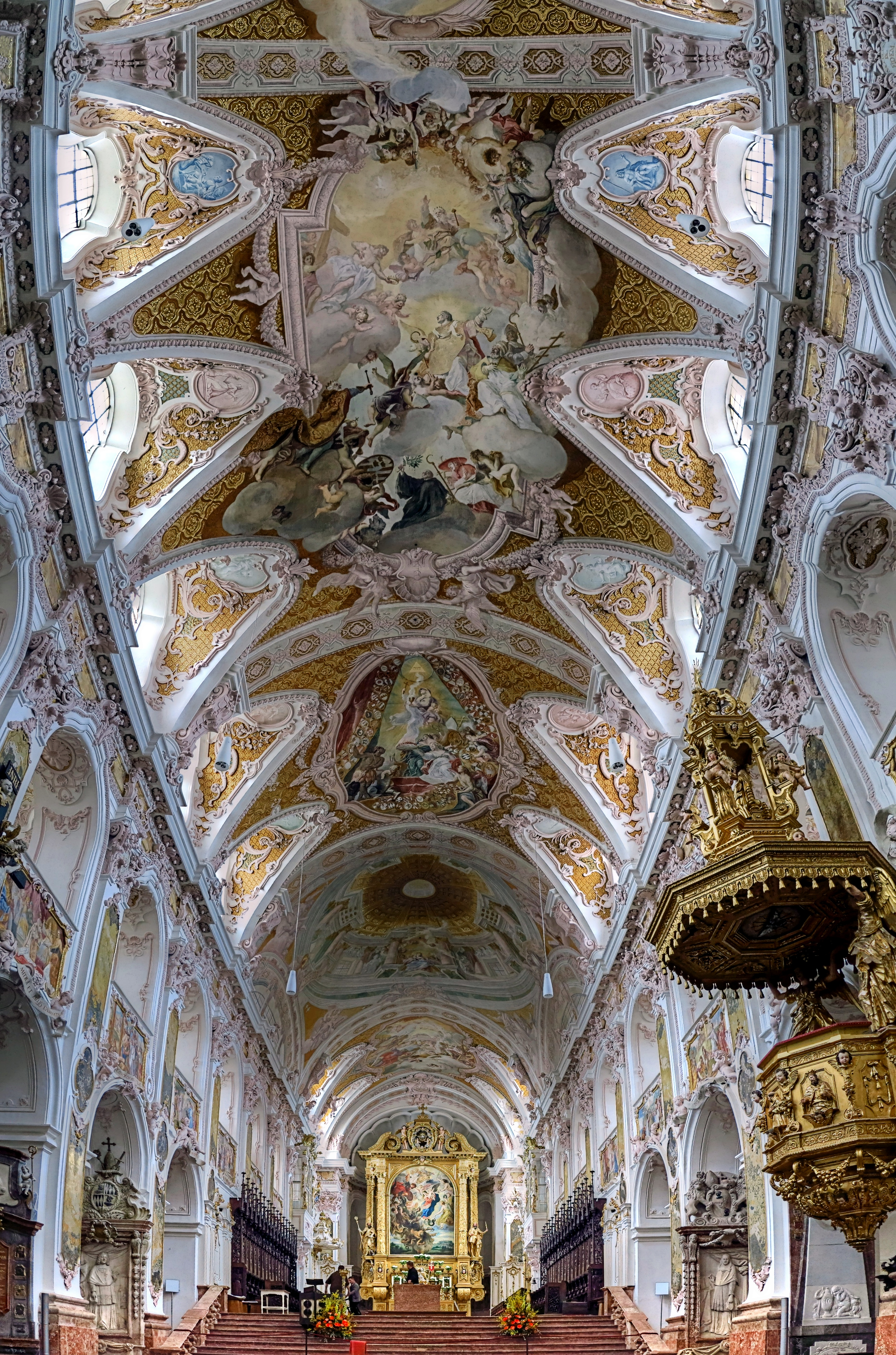
l'interno del Duomo di Frisinga
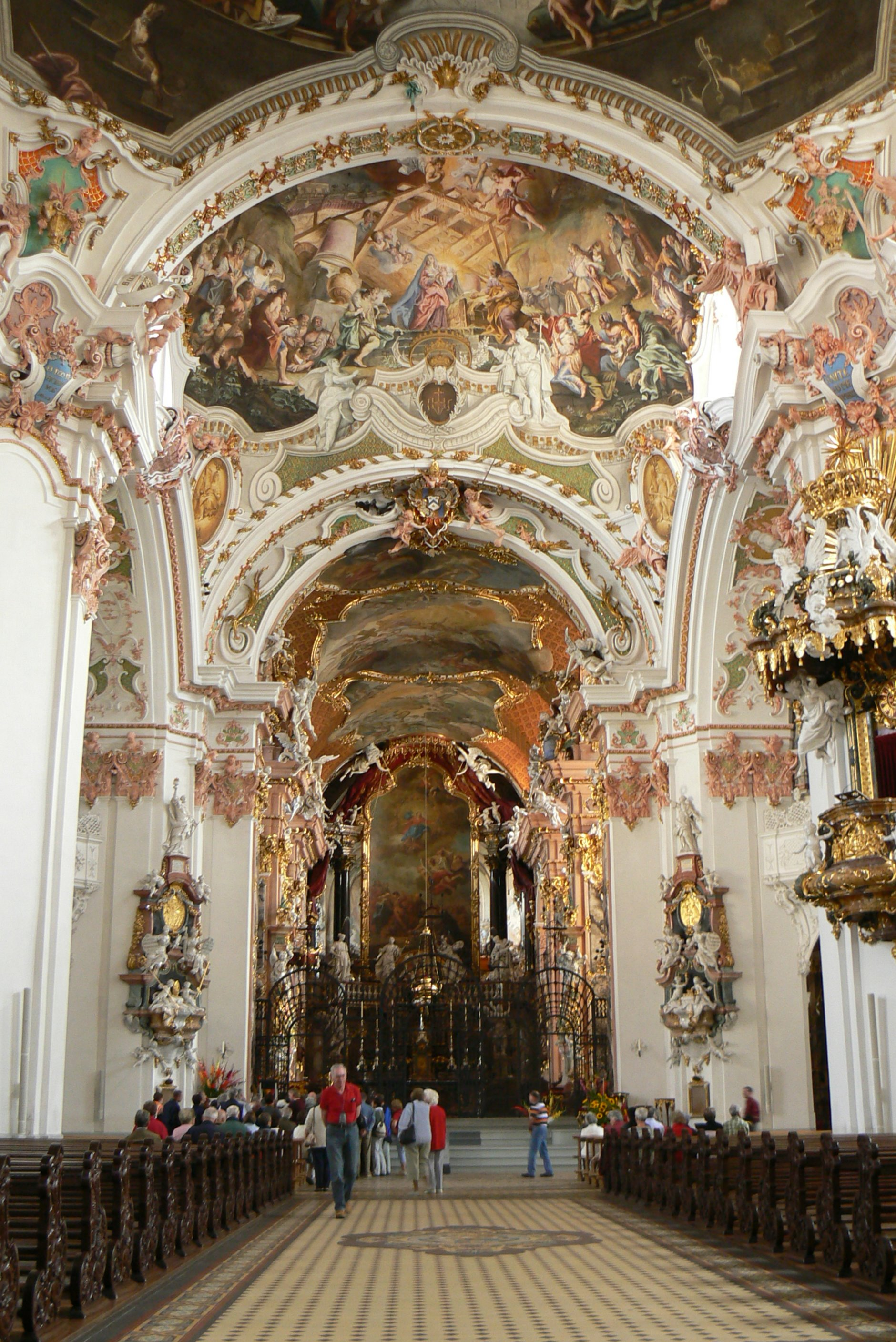
interno dell'Abbazia di Einsiedeln
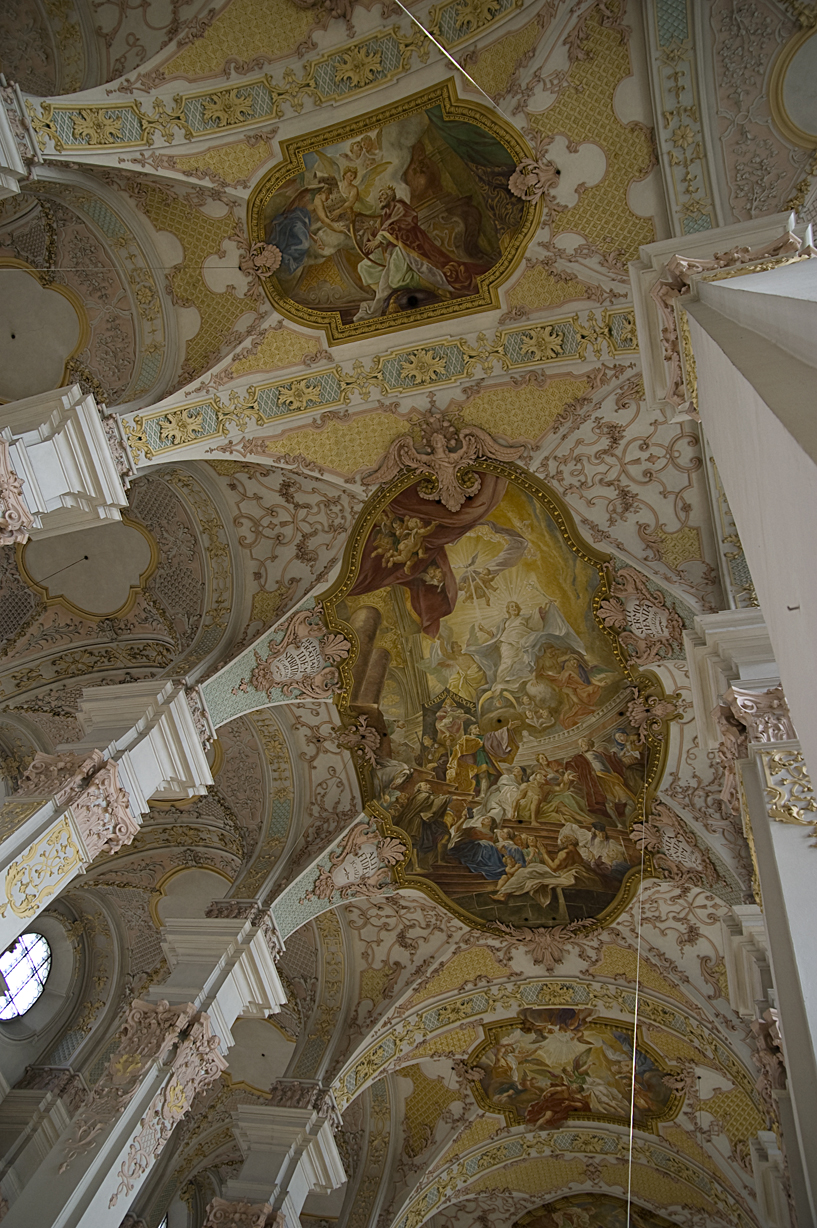
Chiesa dello Spirito Santo a Monaco di Baviera
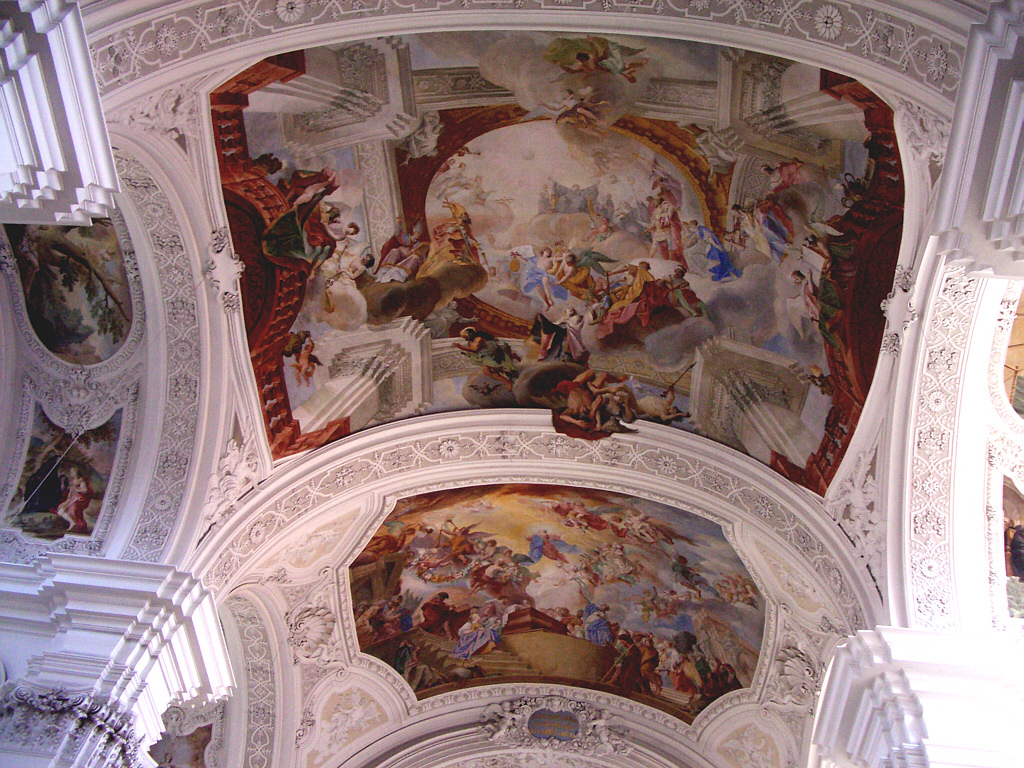
Abbazia di Weingarten